# Oirschot

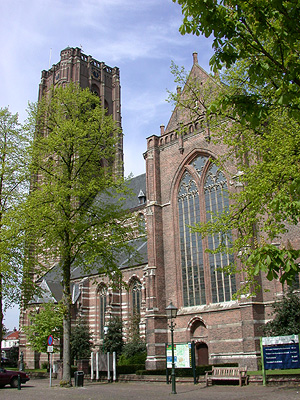
Kościół św. Piotra w Oirschot.

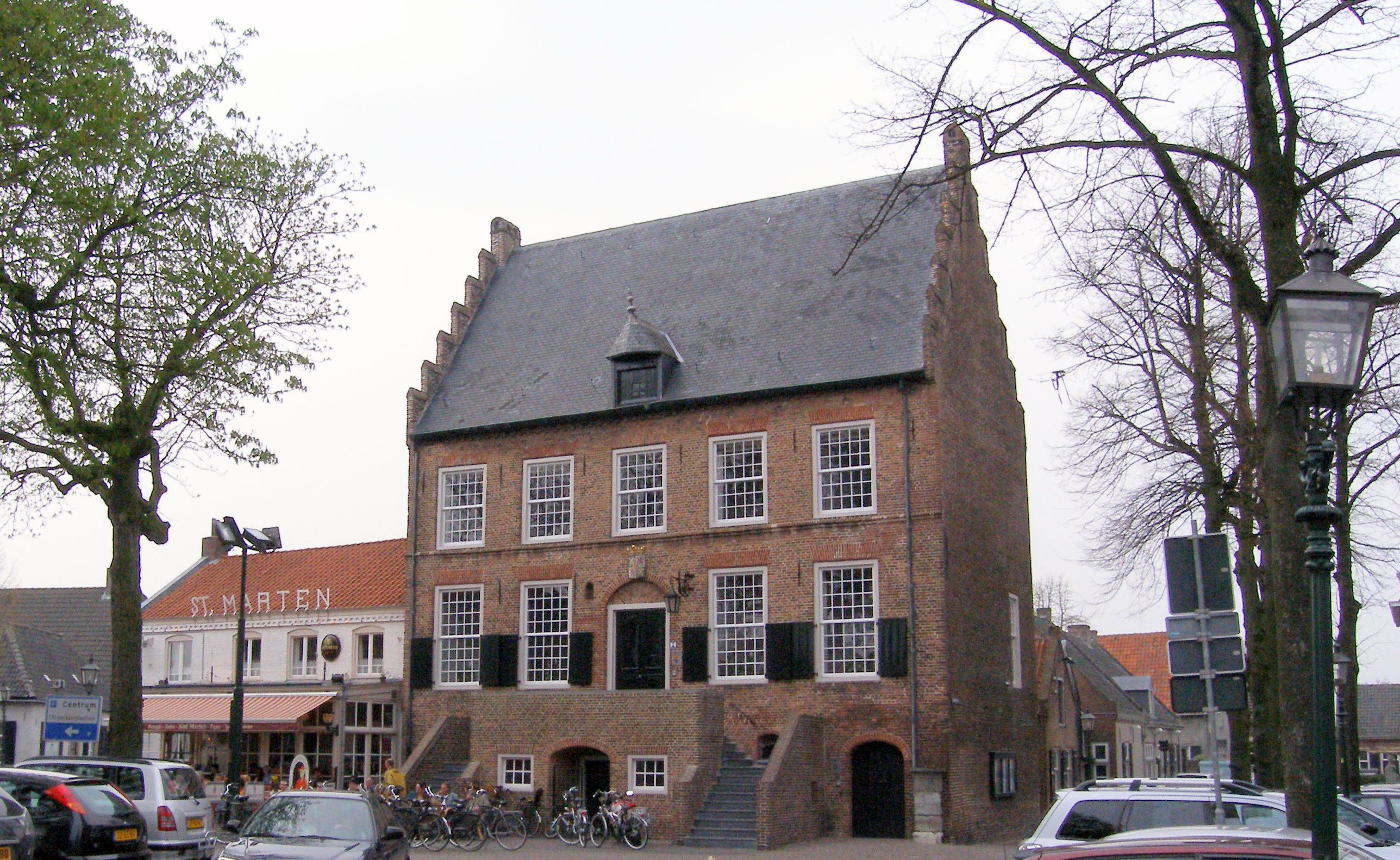
Siedziba gminy w Oirschot.

Oirschot – gmina w Holandii, w prowincji Brabancja Północna. W skład gminy wchodzą miejscowości Oirschot, Spoordonk, Middelbeers, Oostelbeers i Westelbeers.

## Współpraca
Miejscowości partnerskie:
- Westerlo, Belgia
- Wschowa, Polska